# Dva Jakeové
Dva Jakeové (v anglickém originále The Two Jakes) je americký kriminální film z roku 1990. Režisérem filmu je Jack Nicholson. Hlavní role ve filmu ztvárnili Jack Nicholson, Harvey Keitel, Meg Tilly, Madeleine Stowe a Eli Wallach.

## Obsazení
| Jack Nicholson   | J. J. Gittes                   |
| Harvey Keitel    | Julius Berman                  |
| Meg Tilly        | Kitty Berman/Katherine Mulwray |
| Madeleine Stowe  | Lillian Bodine                 |
| Eli Wallach      | Cotton Weinberger              |
| Rubén Blades     | Michael Weisskopf              |
| Frederic Forrest | Chuch Newty                    |
| David Keith      | detektiv Loach                 |